# Фаланук
Фалануците (Eupleres goudotii), наричани също дребнозъби мунго или дребнозъби мангусти, са вид бозайници от семейство Мадагаскарски мангустоподобни (Eupleridae).
Срещат се в екваториалните гори в низините на източен Мадагаскар. Достигат на дължина около 50 сантиметра без опашката. Хранят се главно с безгръбначни – червеи, охлюви и ларви.